# Généraux de la famille Yang

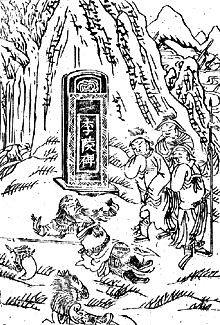
Illustration d'une édition de 1823 : mort de Yang Ye devant la stèle de Li Ling.

Les Généraux de la famille Yang constituent un ensemble de folklore, pièces et romans détaillant les exploits militaires de la famille Yang sur plusieurs générations dans la Chine ancienne, durant les premières années de la dynastie des Song du Nord. Ces histoires narrent la loyauté inflexible et la bravoure remarquable des Yang, ainsi que la manière dont les Yang ont défait avec succès les invasions aux frontières de l'empire Song. Alors que certains généraux de la famille Yang apparaissent dans des textes historiques tels que le Song Shi, la plupart des récits populaires ont largement dévié de la réalité décrite dans les archives historiques.

## Adaptations au cinématographe
- 1972: Les 14 Amazones
- 1983 : Les Huit Diagrammes de Wu-Lang
- 2013 : Saving General Yang de Ronny Yu